# كورا (دي جي)
روبن دي ألميدا (Ruben de almeida)  و يعرف أكثر باسمه الفني كورا (KURA) هو دي جي و منتج برتغالي مختص في موسيقى الهاوس الإلكترونية، مصنف حسب مجلة دي جي لسنة 2016 في المركز 51 عالميا من أفضل 100 دي جي حول العالم.

## روابط خارجية
- كورا على موقع ميوزك برينز (الإنجليزية)
- كورا على موقع ديسكوغز (الإنجليزية)